# Sally Singhateh
Sally Sadie Singhateh (auch Sally Sadi Singhateh; * 1977 in Banjul) ist eine Schriftstellerin aus dem westafrikanischen Staat Gambia.

## Leben
Während ihres Praktikums bei der Foundation for Research on Women’s Health, Productivity and the Environment (BAFROW) veröffentlichte sie einige Artikel im Magazin The Voice of Young People, das von der BAFROW herausgegeben wird und sich an Jugendliche richtet. 1995 gewann sie den internationalen Poetry Award von Merit.
Singhateh erwarb den Bachelor of Arts in Kommunikation und war 2004 dabei den Master of Arts in zeitgenössischer Literatur zu erwerben. an der University of Wales, Swansea. Bei der BAFROW, einer Organisation, die sich gegen die Beschneidung weiblicher Genitalien in Gambia einsetzt, arbeitet sie um 2008 in der Öffentlichkeitsarbeit. Ab 2009 war sie dann im gambischen Büro der UNESCO, ebenfalls in der Öffentlichkeitsarbeit, tätig.

## Werke
- Christie’s Crisis (1998)
- Stories from the Gambia (2001)
- The Sun Will Soon Shine (2004)
- Baby Trouble (2006)